# ハイテンション (映画)
『ハイテンション』（原題: Haute Tension）（英語圏原題: High Tension）は、2003年に製作されたフランスのホラー映画。監督はアレクサンドル・アジャ。R-15指定。
キャッチコピーは「ぶっ殺してでも、あんたを助ける。」

## 概要
アレクサンドル・アジャ監督の長編作品では2作目となり、アジャ監督は本作で高い評価を得て以降ハリウッドに進出した。
ちなみに、テンションとは精神的な緊張、不安のことであり、日本で誤用されている気分や高揚感を指す意味ではない。
2025年にはフィルムの4Kスキャンにより高画質を果たしたリマスター版として「ハイテンション4K」が公開予定。

## キャスト
- マリー：セシル・ドゥ・フランス
- アレックス：マイウェン
- 殺人鬼：フィリップ・ナオン
- ジミー：フランク・カルフン（フランス語版）
- アンドレイ・フィンティ
- ワーナ・ペリーア